# هيرواكي ساتو (لاعب كرة قدم)
هيرواكي ساتو (باليابانية: 佐藤 浩章) (مواليد 16 أبريل 1979)، هو لاعب كرة قدم سابق كان يلعب كلاعب وسط.